# Scudo svizzero
Lo scudo svizzero, detto anche scudo con incavati al capo, è caratterizzato dalla presenza di due incavature affiancate presenti sul lato superiore, mentre i due bordi laterali scendono in forma di un arco a sesto acuto capovolto.

D'oro, al cavallo passante di rosso
Inquartato d'oro e di rosso.
D'oro pieno
D'argento pieno
Di porpora pieno
D'azzurro pieno
Di rosso pieno
Di nero pieno
Di verde pieno
D'armellinato pieno

## Traduzioni
- Francese: écu XVIIIe-XIXe siècles
- Inglese: shield 18th-19th centuries
- Tedesco: Dreieckschild 18-19. Jhdt
- Spagnolo: escudo XVIII-XIX siglos
- Olandese: schild XVIII-XIXde eeuw